# Корнелія Шлоссер
Корнелія Фридерика Крістіана Шлоссер (нім. Cornelia Friederica Christiana Schlosser, уроджена Гете, нім. Goethe; 7 грудня 1750, Франкфурт-на-Майні — 8 червня 1777, Еммендінген) — сестра Йоганна Вольфганга Гете.

## Біографія
Корнелія Шлоссер народилася 7 грудня 1750 року в містечку Франкфурт-на-Майні. Корнелія була другою дитиною в сім'ї Катаріни Елізабет Текстор (1731—1808) і Імперського радника Йоганна Каспара Гете (1710—1782). Її брат Йоганн Вольфганг Гете старший за неї на 15 місяців. Брат і сестра виховувалися разом, що було незвично для того часу, коли дівчаток готували до їх майбутньої ролі дружини і матері. Вже в три роки Корнелія вчилася читати і писати. У сім років почалися уроки у домашнього вчителя разом з Йоганном Вольфгангом. Корнелія вивчала латину, грецьку, французьку, англійську та італійську мову, юриспруденцію, географію, математику, каліграфію, музику і малювання. Корнелію також навчали фехтування, верховій їзді, етикету і танців. Вільний час дівчинки строго обмежувалося, але вона цікавилася літературою і спілкувалася з братом, який був для неї головним співрозмовником в цей час.
Незважаючи на відмінні успіхи в навчанні, Корнелія не могла слідом за братом піти вчитися в університет і, коли Йоганн Вольфганг поїхав в Лейпциг, залишилася вдома у Франкфурті. Спілкування зі студентами наклало відбиток на погляди Йоганна Вольфганга і змінило його ставлення до жіночої статі. У своїх листах до Корнелії він наставляє її виконувати свої жіночі обов'язки і вчитися веденню господарства і кулінарному мистецтву. Збереглися листи цього періоду, які Корнелія писала французькою мовою своїй подрузі Катаріні Фабріціус. Її засмучувала її другосортність у порівнянні з чоловіками, але вона не бачила альтернативи шлюбу. «Очевидно, я не зможу завжди залишатися дівчинкою, і протидіяти цьому було б смішно», - писала вона.
У цей час вона була таємно закохана в юного англійця, який проживав у Франкфурті з 1764 року, але виїхав з міста в 1768 році, не попрощавшись з Корнелією. Після повернення брата до Франкфурта Корнелія всіляко підтримувала його в роботі і переконувала зайнятися «Гецом фон Берліхінгеном».
Корнелія залишилася у Франкфурті і після отримання братом посади в Імперському камеральному суді в Вецларі. Вона була заручена з другом Гете, юристом Йоганном Георгом Шлоссером. Вона сподівалася знайти в майбутньому чоловіка схожість з братом і вийшла за Шлоссера 1 листопада 1773 року. Йоганн Георг Шлоссер був чиновником високого рангу в маркграфстві Баден, і молодята переїхали спочатку в Карлсруе, а потім в Еммендінген.
Спочатку Корнелія була задоволена своєю роллю дружини і писала Кароліні Гердер 13 грудня 1773 року: «Всі мої надії, всі мої бажання не тільки виконані, але навіть з лишком перевиконані. Кого Бог любить, тому він дає такого чоловіка» Однак це не було правдою, тому що в цей час Йоганн Георг Шлоссер зізнається в листі своєму братові: «Її нудить від Моєї любові!». Про неприйняття ідеї шлюбу своєю сестрою Гете також згадував у розмові з Еккерманом.
Незабаром стало очевидним, що шлюб був нещасним. Корнелія нудьгувала в провінційному Еммендінгені, де її чоловік присвятив себе релігійним ідеям і державним реформам. Йоганн Георг Шлоссер вважав Корнелію не просто домогосподаркою, зобов'язаною виконувати покладені на неї суспільством обов'язки. Він взагалі вважав жінок підлеглими істотами, для яких шкідлива будь-яка наукова діяльність, з якими можна тільки вести легке необтяжливе спілкування. Корнелія стала хворать і насилу справлялася з домашнім господарством.
Єдиною втіхою були зустрічі з відомими знайомими чоловіка, що бували у Шлоссерів в Еммендінгені. Її пов'язували теплі стосунки з Якобом Міхаелем Рейнхольдом Ленцем, якого її брат передав під їх опіку. У кількох своїх віршах Ленц називає Корнелію своєю «музою Уранією». Ленц став хрещеним батьком другої дочки Шлоссерів, на честь народження якої він написав вірш «Ласкаво просимо, маленька городянка».
У Корнелії були дуже важкі пологи першої дочки Марії Анни Луїзи 28 жовтня 1774 року, вона перебувала між життям і смертю і одужувала дуже довго, провівши майже два роки в ліжку. У 1776 році вона завагітніла знову і 10 травня 1777 року народила другу дочку Катарину Елізабет Юлію. Через чотири тижні Корнелія померла у віці 26 років.

## Пам'ять
- Центр Корнелії Гете жіночих і гендерних досліджень у Франкфуртському університеті називають на честь неї, як Приз Корнелії Гете, який це присуджує.